# 경건의 시간
경건의 시간(Quiet Time)이란 기도, 개인 묵상, 하나님께 예배, 혹은 성경연구와 같은 기독교인들의 영적 활동들 가운데서 정규적으로 개인이 갖는 시간을 서술하는 용어이다. 이 용어는 20 세기 개신교 즉 대부분 복음주의 기독교인에 의해서 사용되었다.  개인 성경공부 혹은 개인 경건회로 불린다.  릭 워렌은 아침을 깨우기 혹은 하나님과 약속이라고 불렀다.
교단적 전통에 따른 다양한 실천들이 있다. 예를 들면 성공회 경건회는 때때로 기도 염주를 사용하는데, 이런 형태로 가톨릭 신자들도 묵주를 사용한다. 빌리 그래함 은 경건의 시간은 3가지 요소 즉 기도, 성경 읽고, 그리고 명상으로 구성된다고 한다.  그는 또 기독교인들이 일기 와 함께 3요소들을 언급한다.

## 배경
예수님은 종종 혼자 기도하셨다. 누가복음 5:16. 레슬리 하딘은 예수님도 기도와 하나님과 교제의 시간을 가졌다고한다.

## 사용
제리와 베키 이반스는 경건의 시간은 크리스챤들에게 힘을 주며 통찰력을 주며 영혼의 영적 양식이라고 한다. 케스 뉴만은 경건의 시간은 의시적인 공부와 기도뿐만 아니라 열린마음으로 듣고 인도함을받기 위해 기다리는 시간이라고 한다. 릭 워렌은 성경을 읽는 것과 경건의 시간에 성경을 공부하는 것은 다르다고 한다.

## 비판
복음주의 신학자는 그렉 존슨은 이 개념이 때로는 복음주의 자들에 의해서 은혜의 수단을 대신하여 율법으로 취급하는 방식에 대해서 비판을 한다. 그의 관심을 크리스챤들은 개인의 경건시간은 행위적인 것으로 그리스도가 이미 성취한 것에 대하여 어긋날수 있다고 본다.

## 같이 보기
- 가톨릭기도
- 렉시오 디비나
- 비기도
- 영적인 훈련
- 예배